# Герб на Швеция
Държавният герб на Швеция (на шведски: Sveriges riksvapen) е един от главните държавни символи на страната. Oфициално съществува в два варианта – голям (на шведски: stora riksvapnet) и малък (на шведски: lilla riksvapnet). Големият герб е същевременно герб на държавния глава и се състои от няколко части. Малкият герб е герб на Швеция и представлява лазурен щит, с три златни открити корони, две над третата, увенчани с шведската кралска корона. Трите корони на син фон се появяват през XIV век по времето на крал Албрехт Мекленбургски.